# Contraffazione
La contraffazione è l'imitazione di un prodotto, mediante la replica non autorizzata del prodotto originale. La contraffazione è prodotta per ottenere vantaggi economici commercializzando il prodotto a prezzo ridotto, e con materiali inferiori, rispetto all'originale. 
Interessa molte opere umane come denaro e documenti, abiti, borse, scarpe, farmaci, parti di mezzi di trasporto, orologi, elettronica, software, opere d'arte, giocattoli, film e altro.
Tale attività vede sovente l'utilizzo di loghi e marchi simili all'originale, e con qualità inferiore rispetto all'originale. I prodotti spesso sono anche tossici nei materiali utilizzati.

## Oggetto dell'attività

### Beni di consumo

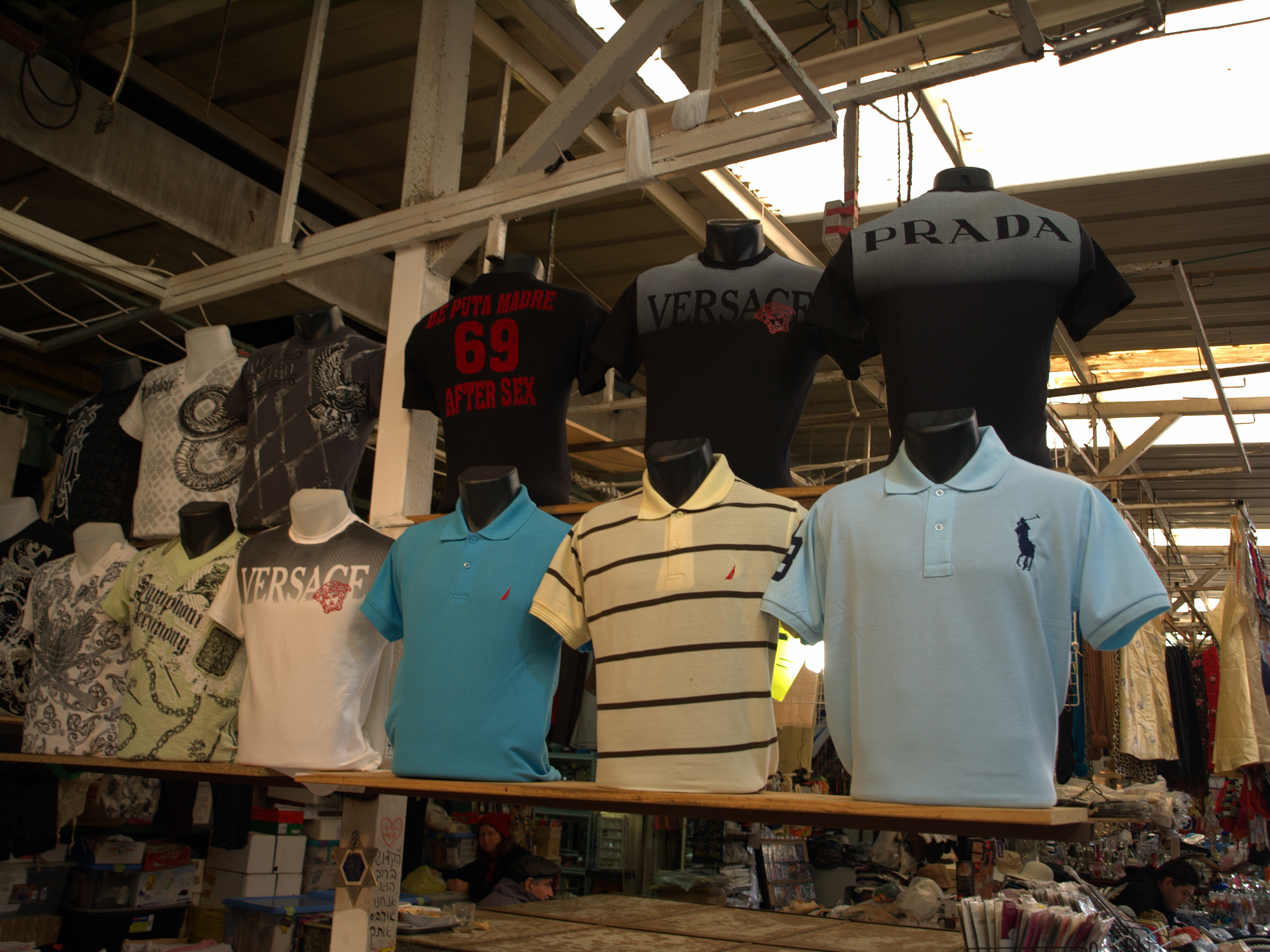
Contraffazione t-shirts in Turchia

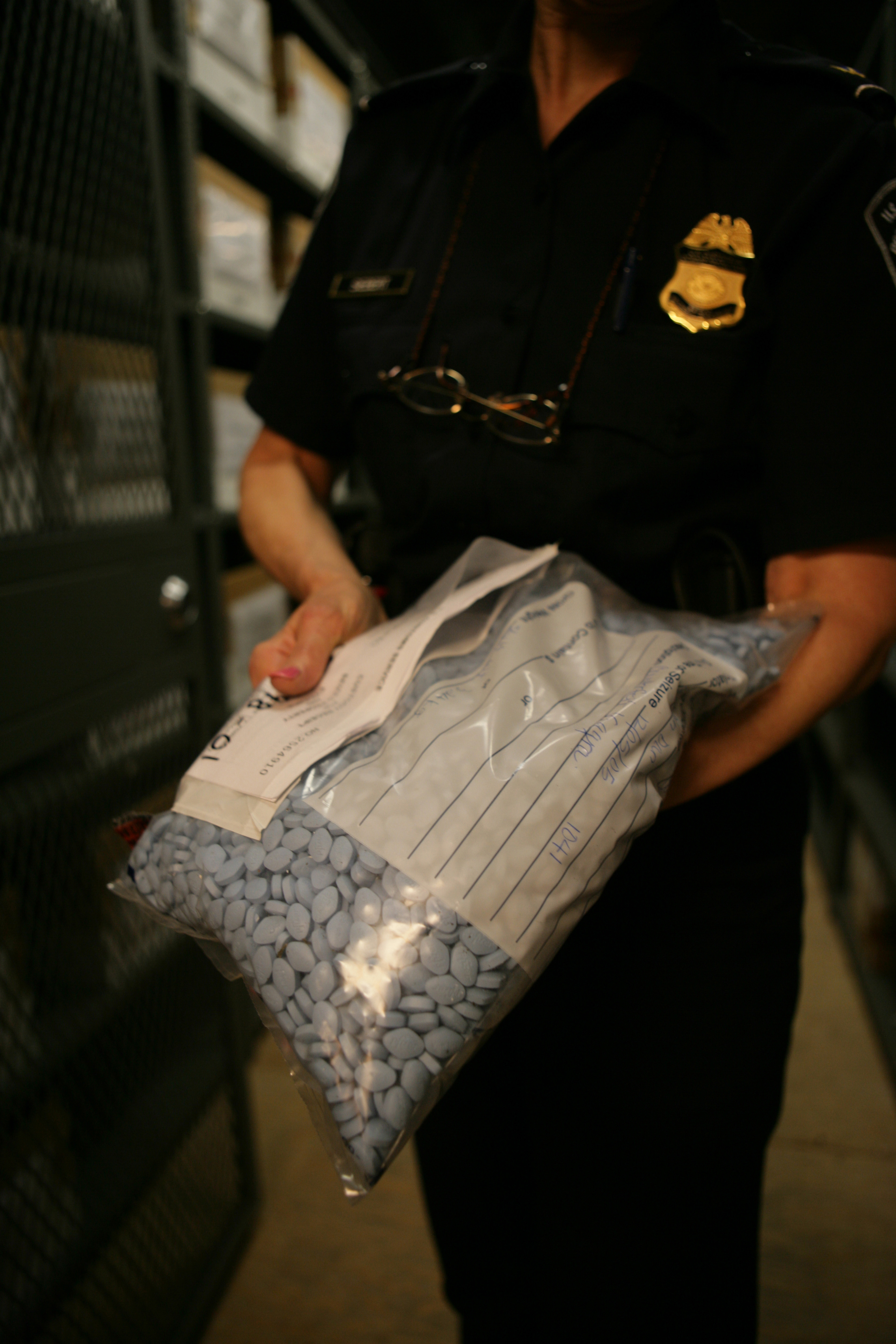
Viagra contraffatto

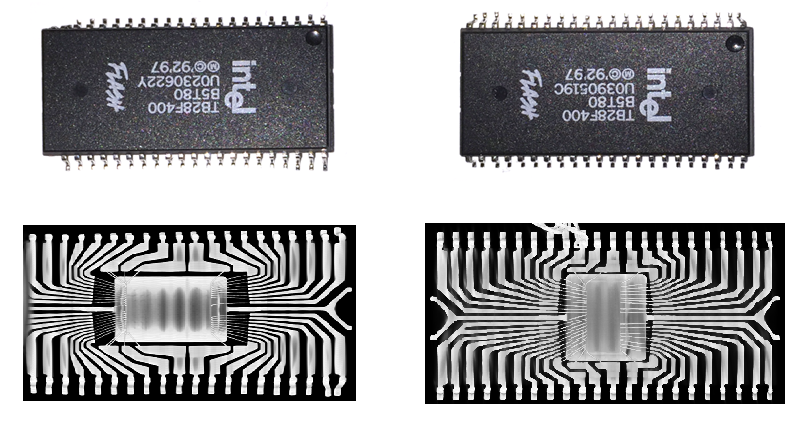
A destra originale Intel (flash memory) e la replica a sinistra. I raggi X mostrano l'interno del chip

L'aumento di contraffazione di beni (in lingua inglese "knock-offs" o "rip-offs") è aumentato negli ultimi decenni. 
Il 50% dei beni contraffatti viene fermato dal U.S Customs and Border Control. Secondo il Counterfeiting Intelligence Bureau (CIB) della International Chamber of Commerce (ICC), la contraffazione rappresenta il 5-7% del commercio mondiale.
Un report della Organizzazione per la cooperazione e lo sviluppo economico indica in 200 miliardi di US$ il commercio di beni contraffatti nel 2005. Nel novembre 2009, l'OCSE aggiorna il dato in +1.85% dal 2000 e +1.95% nel 2007 ovvero 250 miliardi di US$.

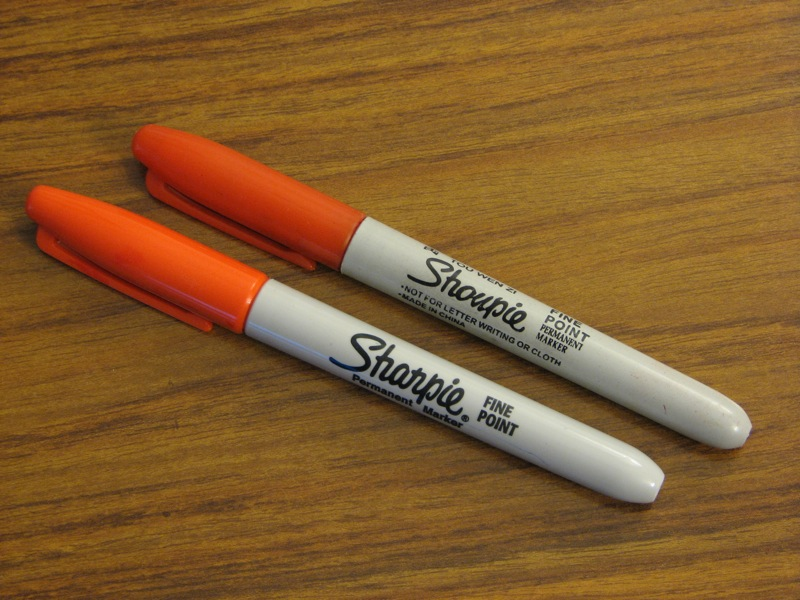
Un Sharpie originale accanto a una imitazione "Shoupie"

. Nel novembre 2010, il Dipartimento della Sicurezza Interna degli Stati Uniti d'America ha chiuso 82 siti che commercializzavano beni contraffatti.

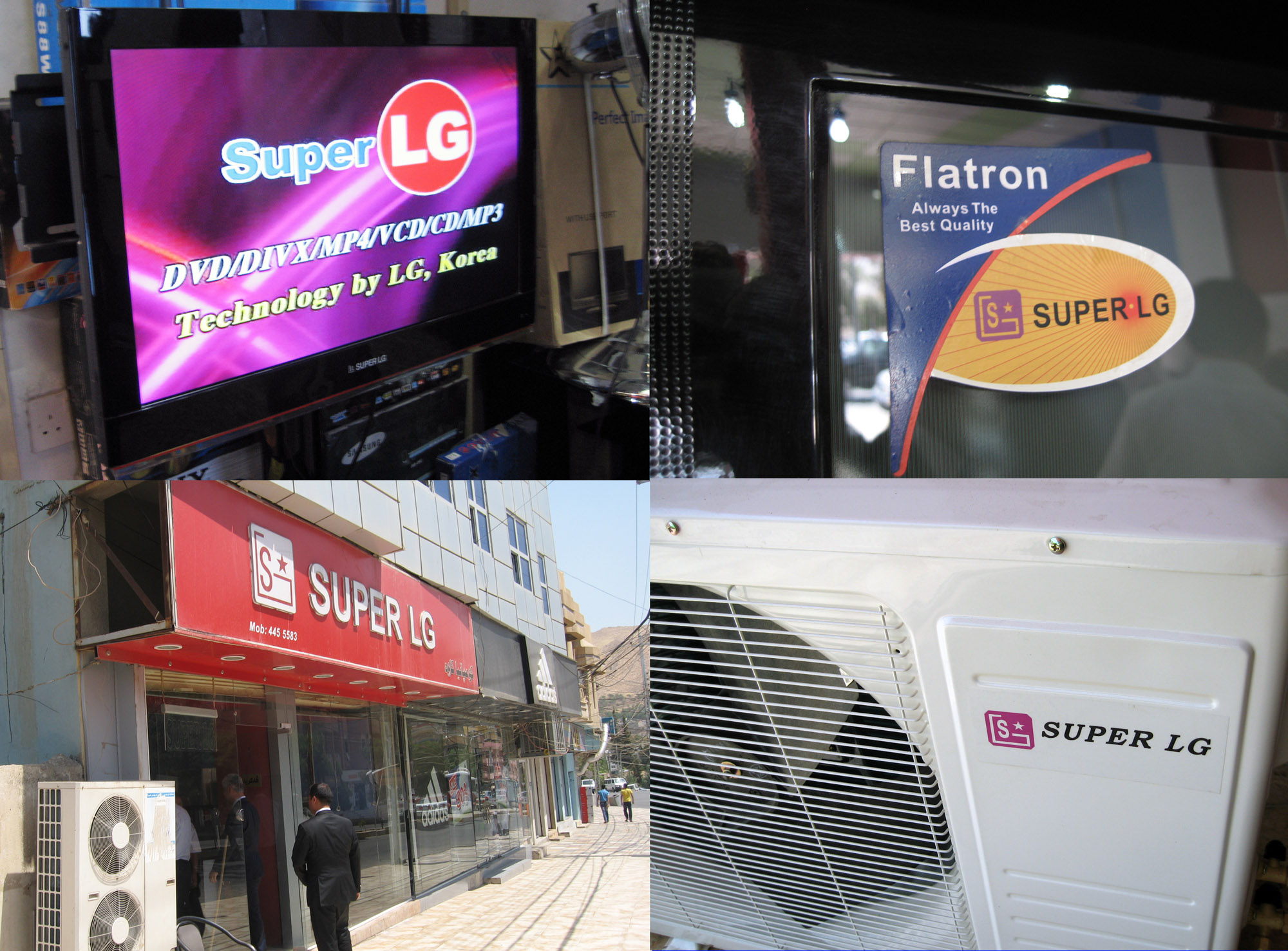
Marchi LG contraffatti

Alcuni vedono nella contraffazione di beni di consumo la sua origine nella globalizzazione e nella mancanza di applicazione di regole comuni in vari paesi del mondo. Le aziende per aumentare i profitti portano le produzioni nei paesi poveri, con meno regole sul lavoro. Generalmente le aziende di questi paesi non hanno royalties sui profitti dei prodotti commercializzati nel mond; commercializzando in modo fraudolento i prodotti direttamente senza l'intervento della casa madre, hanno un guadagno diretto più alto degli accordi presi con la casa madre.
Beni di lusso sono colpiti maggiormente da pratiche di contraffazione in quanto possono offrire all'enorme richiesta di status symbol prodotti economicamente abbordabili. Una contraffazione di prodotti mass mediali come CD o DVD vengono chiamati "bootleg" o "copia pirata".
Alcune riproduzioni illegali sono made in China, con l'industria del falso all'8% del PIL. Altri paesi sono Russia, Nord Corea, Taiwan, Bulgaria, Grecia e Italia. La Grecia rappresenta il 2% del falso in Europa.
Altra contraffazione tipica è l'elettronica di consumo come cellulari.

### Documenti
La contraffazione di documenti e anche il falso storico, è il procedimento di falsificare documenti. È una forma di truffa, spesso usata per furto d'identità.

### Valuta

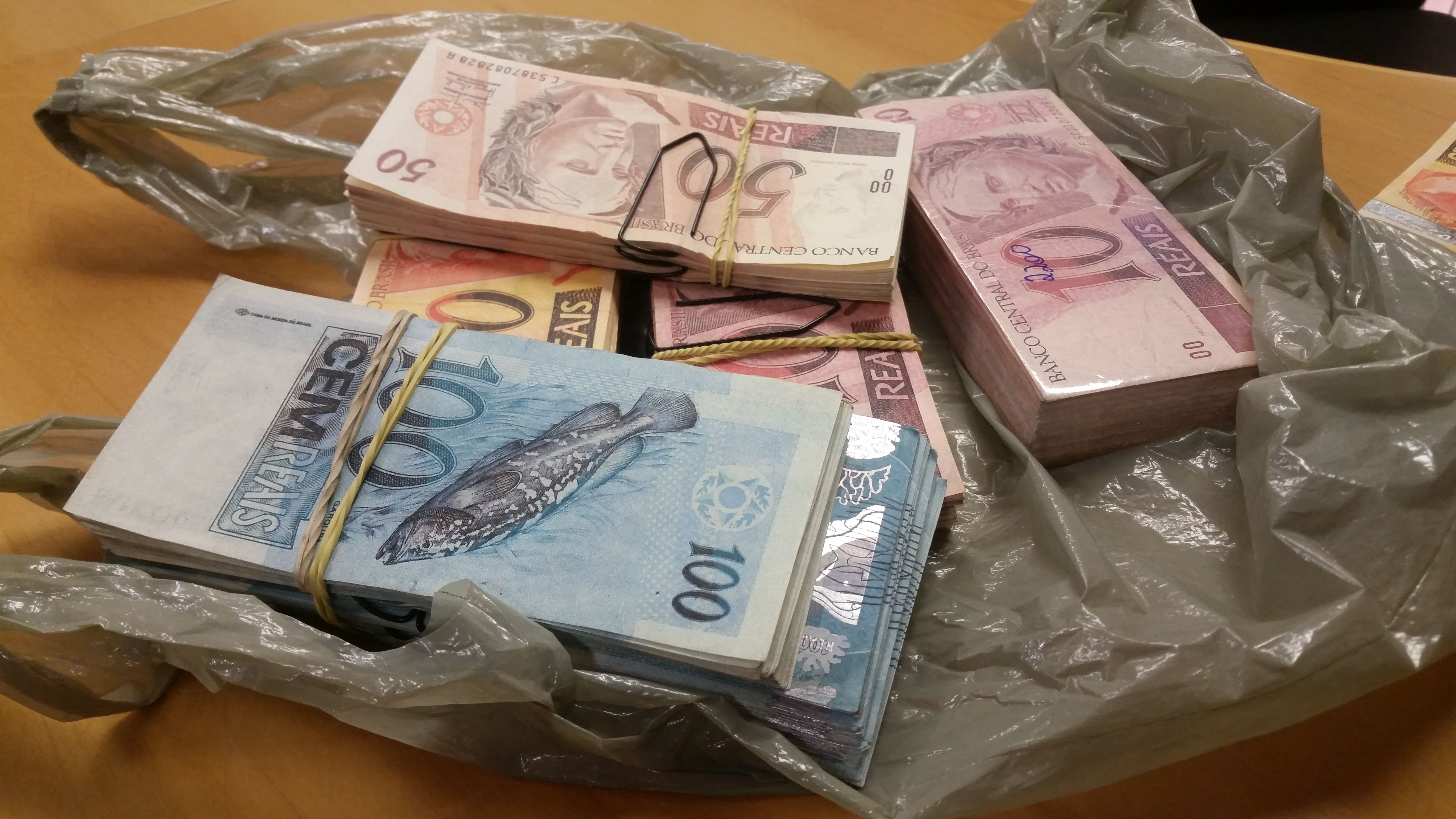
Contraffazione di Real brasiliano.

La contraffazione di valuta è un reato in molti Stati del mondo, messa in atto da soggetti detti "falsari".

## Nel mondo

### Italia
La contraffazione di valuta è un reato punito dal codice penale italiano. In proposito la Banca d'Italia nel 2017 ha ritirato dalla circolazione 161.572 banconote false, tagli da 20 (il 44,53%) e da 50 (il 42,74%), sebbene vengano "clonati" anche pezzi da 5, da 10, da 100, da 200 e da 500. Le province di Napoli e Caserta hanno sul territorio un gruppo di falsari responsabili dell'80% della falsificazione a livello mondiale, creando così una "scuola" napoletana e casertana. Nell'ambiente è noto come "Napoli Group".
Problemi analoghi, anche se su scala ridotta, riguardano le monete, come i pezzi da 1 e 2 Euro. È documentato il coinvolgimento nel circuito della falsificazione di monete di gruppi criminali cinesi, così come napoletani, siciliani e ghanesi.